# Liste des épisodes de Gotham
La liste des épisodes de Gotham, série télévisée américaine, est constituée de 100 épisodes.

## Panorama des saisons
| Saison | Nombre d'épisodes | Diffusion originale sur Fox | Diffusion originale sur Fox | Diffusion originale sur Fox | Dates de sortie DVD et disques Blu-ray | Dates de sortie DVD et disques Blu-ray |
| Saison | Nombre d'épisodes | Années                      | Début de saison             | Fin de saison               | Zone 1 (dont États-Unis)               | Zone 2 (dont France)                   |
| ------ | ----------------- | --------------------------- | --------------------------- | --------------------------- | -------------------------------------- | -------------------------------------- |
| 1      | 22                | 2014-2015                   | 22 septembre 2014           | 4 mai 2015                  | 8 septembre 2015                       | 11 mai 2016                            |
| 2      | 22                | 2015-2016                   | 21 septembre 2015           | 23 mai 2016                 | 16 août 2016                           | 12 octobre 2016                        |
| 3      | 22                | 2016-2017                   | 19 septembre 2016           | 5 juin 2017                 | 29 août 2017                           | 6 juin 2018                            |
| 4      | 22                | 2017-2018                   | 21 septembre 2017           | 17 mai 2018                 | indéterminées                          | indéterminées                          |
| 5      | 12                | 2019                        | 3 janvier 2019              | 25 avril 2019               | indéterminées                          | indéterminées                          |

## Épisodes

### Première saison (2014-2015)
1. Bruce Wayne (Pilot)
2. Selina Kyle (Selina Kyle)
3. L'Homme aux ballons (The Balloonman)
4. Projet Arkham (Arkham)
5. Viper (Viper)
6. Sous le masque du mal (Spirit of the Goat)
7. Le Pingouin (Penguin's Umbrella)
8. L'Homme au masque (The Mask)
9. Harvey Dent (Harvey Dent)
10. Jeunes fugitifs (Lovecraft)
11. Bienvenue à l'asile (Rogues' Gallery)
12. Un petit oiseau m'a dit (What the Little Bird Told Him)
13. Le Grand retour de Jim Gordon (Welcome Back, Jim Gordon)
14. Morts de peur (The Fearsome Dr Crane)
15. Jonathan Crane (The Scarecrow)
16. Dernier tour de piste (The Blind Fortune Teller)
17. La Clinique de l'étrange (Red Hood)
18. Chacun a ses petits secrets (Everyone Has a Cobblepot)
19. Le Don Juan meurtrier (Beasts of Prey)
20. À visage découvert (Under the Knife)
21. Le Marteau et l'enclume (The Anvil or the Hammer)
22. Gotham à feu et à sang (All Happy Families Are Alike)

### Deuxième saison (2015-2016)
Découpée en deux parties de onze épisodes avec un titre à chacune d'elles, elle a été diffusée du 21 septembre 2015 au 23 mai 2016 sur Fox, aux États-Unis.
Première partieRise of the Villains
1. Le Secret de Thomas Wayne (Damned If You Do)
2. Les Maniax attaquent (Knock, Knock)
3. Rira bien qui rira le dernier (The Last Laugh)
4. La Force de frappe (Strike Force)
5. Le Bras de la vengeance (Scarification)
6. Le Feu du désespoir (By Fire)
7. À chacun sa vérité (Mommy's Little Monster)
8. Duel au sommet (Tonight's the Night)
9. Injustice et manigances (A Bitter Pill to Swallow)
10. Le Fils de Gotham (The Son of Gotham)
11. Du sang sur les mains (Worse Than a Crime)
Deuxième partieWrath of the Villains
12. Sueurs froides (Mr. Freeze)
13. D'amour et de glace (A Dead Man Feels No Cold)
14. Tuer le tueur (This Ball of Mud and Meanness)
15. On ne choisit pas sa famille (Mad Grey Dawn)
16. Entre quatre murs (Prisoners)
17. Amis ou ennemis (Into the Woods)
18. Promesses tenues (Pinewood)
19. Azrael (Azrael)
20. L'Union fait la force (Unleashed)
21. Les Soldats du professeur Strange (A Legion of Horribles)
22. Métamorphoses (Transference)

### Troisième saison (2016-2017)
Intitulée Mad City pour la première partie, puis Heroes Rise pour la deuxième, elle a été diffusée du 19 septembre 2016 au 5 juin 2017 sur Fox, aux États-Unis.
Première partieMad City
1. Paradis perdu (Better to Reign in Hell…)
2. Terreur sur la ville (Burn the Witch)
3. L'Hypnotiseur extraordinaire (Look Into My Eyes)
4. Votez Cobblepot (New Day Rising)
5. Raison et sentiments (Anything for You)
6. Sauve qui peut... (Follow the White Rabbit)
7. La Reine rouge (Red Queen)
8. Rage sanglante (Blood Rush)
9. Juge et bourreau (The Executioner)
10. La Cour des hiboux (Time Bomb)
11. Jaloux à mort (Beware the Green-Eyed Monster)
12. La Colère du père (Ghosts)
13. Un si beau sourire (Smile Like You Mean It)
14. La Nuit la plus longue (The Gentle Art of Making Enemies)
Deuxième partieHeroes Rise
15. Le Mystère Ed Nygma (How the Riddler Got His Name)
16. Passés empoisonnés (These Delicate and Dark Obsessions)
17. Le Plus grand des défis (The Primal Riddle)
18. Dernière valse (Light the Wick)
19. Association de malfaiteurs (All Will Be Judged)
20. Six pieds sous terre (Pretty Hate Machine)
21. L'Appel du destin (Destiny Calling)
22. Le Chevalier des ténèbres (Heavydirtysoul)

### Quatrième saison (2017-2018)
Intitulée A Dark Knight, elle a été diffusée du 21 septembre 2017 au 17 mai 2018 sur Fox, aux États-Unis.
1. Pax Pingouina[9] (Pax Penguina)
2. Le Semeur de peur (The Fear Reaper)
3. Une vie de milliardaire (They Who Hide Behind Masks)
4. La Tête du démon (The Demon's Head)
5. Chemin à double tranchant (The Blade's Path)
6. Un après-midi de cochon (Hog Day Afternoon)
7. Misère, misère ! (A Day in the Narrows)
8. Le Pouvoir change de main (Stop Hitting Yourself)
9. Une leçon de cuisine (Let Them Eat Pie)
10. Boum badaboum (Things That Go Boom)
11. La Reine prend le cavalier (Queen Takes Knight)
12. Plante vénéneuse (Pieces of a Broken Mirror)
13. Tueuse de charme (A Beautiful Darkness)
14. Parfum envoûtant (Reunion)
15. Complètement givré (The Sinking Ship, The Grand Applause)
16. Sauvez-vous les uns les autres (One of My Three Soups)
17. Un brunch de folie (Mandatory Brunch Meeting)
18. Que la fête commence ! (That's Entertainment)
19. Jusqu'à ce que la mort nous rassemble (To Our Deaths and Beyond)
20. Cadavre exquis (That Old Corpse)
21. Mauvaise journée (One Bad Day)
22. De cendres et de flammes (No Man's Land)

### Cinquième saison (2019)
Cette dernière saison, intitulée Legend of the Dark Knight et composée de seulement douze épisodes, a été diffusée aux États-Unis du 3 janvier 2019 jusqu'au 25 avril 2019.
1. L'Année zéro (Year Zero)
2. Dans la zone noire (Trespassers)
3. Notre pingouin, ce héros (Penguin, Our Hero)
4. Quand tout s'effondre (Ruin)
5. Dans la tête de Nygma (Pena Dura)
6. Sauts de puce (13 Stitches)
7. Menace chimique (Ace Chemicals)
8. Ennemis pour la vie (Nothing's Shocking)
9. L'Heure des vérités (The Trial of James Gordon)
10. Mon nom est Bane (I Am Bane)
11. À la gloire de Gotham (They Did What?)
12. Là où tout commence... (The Beginning…)